# Sociologie de la pauvreté
L'objet de cette sous-discipline de la sociologie figure dans son nom. Il ne s'agit pas seulement de décrire un phénomène en développement, ce sont les processus d'exclusion qui aident à la compréhension.

## Voir également

#### Auteurs
Catherine Bidou-Zachariasen, Danielle Bleitrach, Pierre Bourdieu, Robert Castel, Pierre Concialdi, Catherine Delcroix, Maryse Esterle-Hedibel, Jean Marie Firdion, Bertrand Geay, Erving Goffman, Michel Gollac, Frédéric Lebaron, Nadine Lefaucheur, Daniele Linhart, Maryse Marpsat, Margaret Maruani, Gérard Mauger, Georges Menahem, Christian de Montlibert, Liane Mozère, Françoise Œuvrard, Isabelle Parizot, Serge Paugam, Michel Pialoux, Annie Thébaud-Mony, Vanessa Stettinger, Loïc Wacquant